# Elsie Effah Kaufmann
Pour les articles homonymes, voir Kaufmann.
Elsie Effah Kaufmann est une universitaire et ingénieure biomédicale ghanéenne et maîtresse de cérémonie du Quiz national de sciences et de maths du Ghana (en) depuis 2006.

## Formation
Kaufmann effectue ses études secondaires à Aburi. Elle a obtenu son diplôme du baccalauréat international à l'Atlantic College au Pays de Galles en 1988. Elle poursuit à l'Université de Pennsylvanie pour un Bachelor of Science in Engineering (en), suivi d'un Master of Science in Engineering (en) et d'un doctorat en Génie biomédical.

## Carrière
Kaufmann est directrice de recherche au département de Chimie de l'Université Rutgers dans le New Jersey, aux États-Unis de mai 1998 à juin 2001; après avoir été chargée de cours au département de bio-ingénierie à l'Université de Pennsylvanie, aux États-Unis. Elle a également été maître de conférences et premier chef du département de génie biomédical, à l'Université du Ghana (2006-2012 et 2014-2016).
En 2006, elle devient maîtresse de cérémonie du Quiz national de sciences et de maths du Ghana (en) depuis 2006,,. Elle succède à Marian Ewurama Addy qui en a été la maîtresse de 1993 à 2000 et Eureka Emefa Adomako de 2001 à 2005.

## Prix et distinctions
Kaufmann est fellow de l'International women's Forum Leadership Foundation. Elle est présidente de la Ghana Society of Biomedical Engineers. En 2022, elle est nommée parmi les acteurs du changement par Humanitarian Awards Global. 